# Col du Loson
Il Col du Loson (pron. fr. AFI: [kɔl dy lozɔ̃]; ortografato anche come Lauson (omofono) - 3.299 m s.l.m.) è un valico alpino situato in Valle d'Aosta, tra la Valsavarenche e la Val di Cogne.

## Storia
Il colle era inserito nel percorso di caccia del re Vittorio Emanuele II. Allo scopo, era stato tracciato un comodo sentiero con ampi tornanti per raggiungerlo da entrambi i versanti.

## Caratteristiche

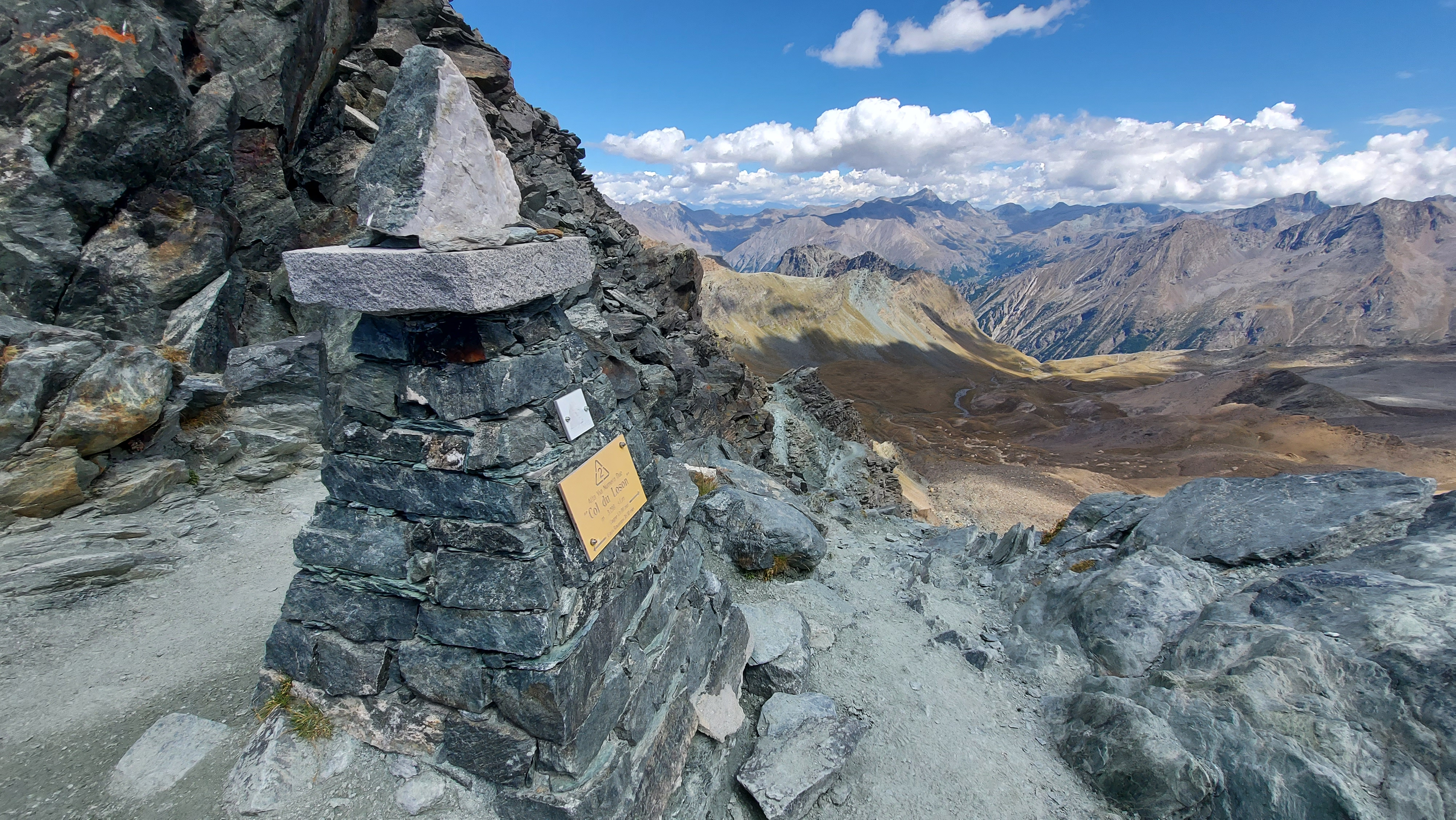
Veduta dal colle verso la val di Cogne.

Il colle rappresenta il passaggio più agevole nell'aspra catena di montagne che dal Gran Paradiso raggiunge la Grivola.
Il valico è punto di passaggio dell'Alta via della Valle d'Aosta n. 2 e ne rappresenta la massima altezza.
Dal colle con semplice percorso alpinistico è possibile raggiungere la punta del Tuf.

## Accesso
Per raggiungere il colle dalla Valsavarenche, si può partire dalla località Eaux-Rousses.

Dalla Val di Cogne, si può partire dal rifugio Vittorio Sella.